# Isabella de Fife
Pour les articles homonymes, voir Isabella.
Isabella de Fife (née vers 1320 et morte après le 12 août 1389) est une noble écossaise, comtesse de Fife de 1363 à l'abandon de ses droits en 1371.

## Origine
Isabella de Fife est la fille unique de Duncan IV comte de Fife († 1353) et de Marie de Monthermer.

## Comtesse de Fife
Isabella devient de jure comtesse de Fife après la mort de son père mais elle ne peut obtenir le titre qu'en 1363.
Elle épouse :
1) William Ramsey de Colluthie comte de Fife qui reçoit le titre vers 1358 du roi David II d'Écosse dont :
- Elisabeth Ramsay († avant 1371), épouse de son tuteur William Felton.

2) vers 1360/1361 : Walter Stuart, le second fils du futur Robert II, († 1362) comte de Fife de Iure Uxoris
3) avant le 10 janvier 1363 : Thomas Biset d'Upsetlington († 1366) comte de Fife de Iure Uxoris
4) avant juillet 1368 : John Dunbar, fils putatif de  Patrick V Dunbar 9e comte de March et de sa première épouse  Ermengarde. John Dunbar devient lui-aussi comte de Fife, de jure uxoris.
Le 30 mars 1371 désormais veuve et sans héritière l'ultime descendante de la lignée aînée du clan MacDuff, résigne le comté de Fife en faveur de Robert Stuart comte de Menteith, son ancien beau-frère (frère cadet de second mari Walter Stuart).

## Source
- (en) John.L.Roberts, Lost Kingdoms Celtic Scotland and the Middle Ages, Edinburgh University Press (Edinburgh 1997)  (ISBN 0748609105).